# Трамваи в Аугсбурге
Трамвайная система Аугсбурга (нем. Straßenbahn Augsburg) — одна из старейших и наиболее развитых трамвайных сетей Германии. Система обслуживается компанией Stadtwerke Augsburg (swa) и является важной частью общественного транспорта города.

## История
Трамвайное движение в Аугсбурге было открыто в 1881 году с использованием конной тяги. В 1898 году началась электрификация сети. С тех пор трамвайная система претерпела значительное расширение и модернизацию.

## Современное состояние
По состоянию на 2024 год, трамвайная сеть Аугсбурга включает пять регулярных и две специальные линии:
| № маршрута | Тип линии         | Тип маршрута       | Маршрут | Остановки |
| ---------- | ----------------- | ------------------ | --- | --------- |
| 1          | Обычная линия     | Сквозной маршрут   | Леххаузен (Новое восточное кладбище) – Берлинер Аллее – Кёнигсплац – Бергштрассе – Гёггинген                                                               | 26        |
| 2          | Обычная линия     | Сквозной маршрут   | Аугсбург Вест P+R – Оберхаузен Bf / Хельмут-Халлер-Плац – Дом / Стадтверке – Кёнигсплац – Хаунштеттер Штрассе Bf – Спортплощадка Юг P+R – Хаунштеттен Норд | 27        |
| 3          | Обычная линия     | Радиальный маршрут | Центральный вокзал (Хауптбанхоф) – Кёнигсплац – Хаунштеттер Штрассе Bf – Университет – Инновационный парк / LfU – Иннингер Штрассе P+R – Кёнигсбрунн Центр | 23        |
| 4          | Обычная линия     | Радиальный маршрут | Центральный вокзал – Кёнигсплац – Стадион Кюрта Френцеля – Плэррер P+R – Бэренвирт / DRvS – Аугсбург Норд P+R                                              | 12        |
| 6          | Обычная линия     | Сквозной маршрут   | Штадтберген – Ферзее – Центральный вокзал – Кёнигсплац – Высшая школа Аугсбурга – Центр Швабии – Гимназия Рудольфа Дизеля – Фридберг Вест P+R              | 25        |
| 8          | Специальная линия | Радиальный маршрут | Центральный вокзал – Кёнигсплац – Хаунштеттер Штрассе Bf – Университет – Инновационный парк / LfU – Футбольная Арена                                       | 13        |
| 9          | Специальная линия | Радиальный маршрут | Центральный вокзал – Выставочный центр (Мессецентр) | 9         |

В 2024 году началась эксплуатация новых трамваев Stadler Tramlink, способных перевозить до 230 пассажиров.

## Остановки
Остановка Университет
Платформы многих остановок имеют длину 52 метра. Минимальная длина составляет 42 метра, чтобы обеспечить возможность обслуживания трамваями типа Combino. Кроме того, большинство станций адаптированы для маломобильных пассажиров, а также оборудованы билетными автоматами и системой информирования пассажиров. Обычно — после нажатия большой кнопки — дополнительно озвучиваются время отправления, номера линий, пункты назначения, а также дополнительная информация, например, об объездах и задержках. Все остановки, кроме «Кёнигсплац» и конечных, являются остановками по требованию.
В апреле 2016 года муниципальное предприятие Stadtwerke Augsburg в рамках пилотного проекта установило на остановках Хаунштеттер Штрассе и Фон-Парзеваль-Штрассе так называемые Bompeln — встроенные в дорожное покрытие светодиодные сигналы, чтобы повысить безопасность движения на остановках, часто посещаемых студентами. Эти устройства предупреждают пешеходов, особенно «смартфон-зомби» (Smombies), мигающими красными LED-огнями, встроенными в асфальт, когда приближается трамвай. Однако проект показал разочаровывающий результат: безопасность движения с помощью «напольных светофоров» повысить не удалось. Пресс-секретарь городского предприятия Юрген Фергг заявил: «Люди стали внимательнее, но всё равно переходят на красный» . Светофоры вмонтированы по-прежнему на двух остановках в Аугсбурге, но расширение проекта не планируется.

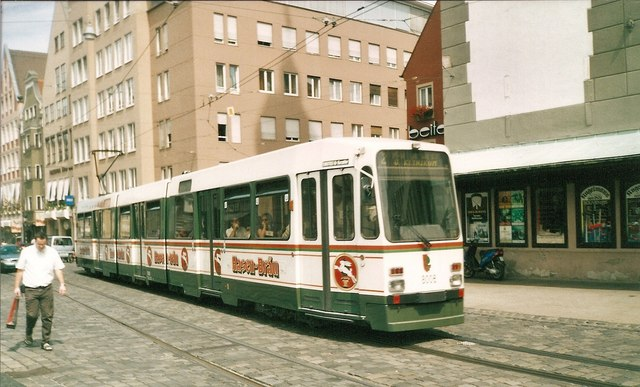
MAN M8C
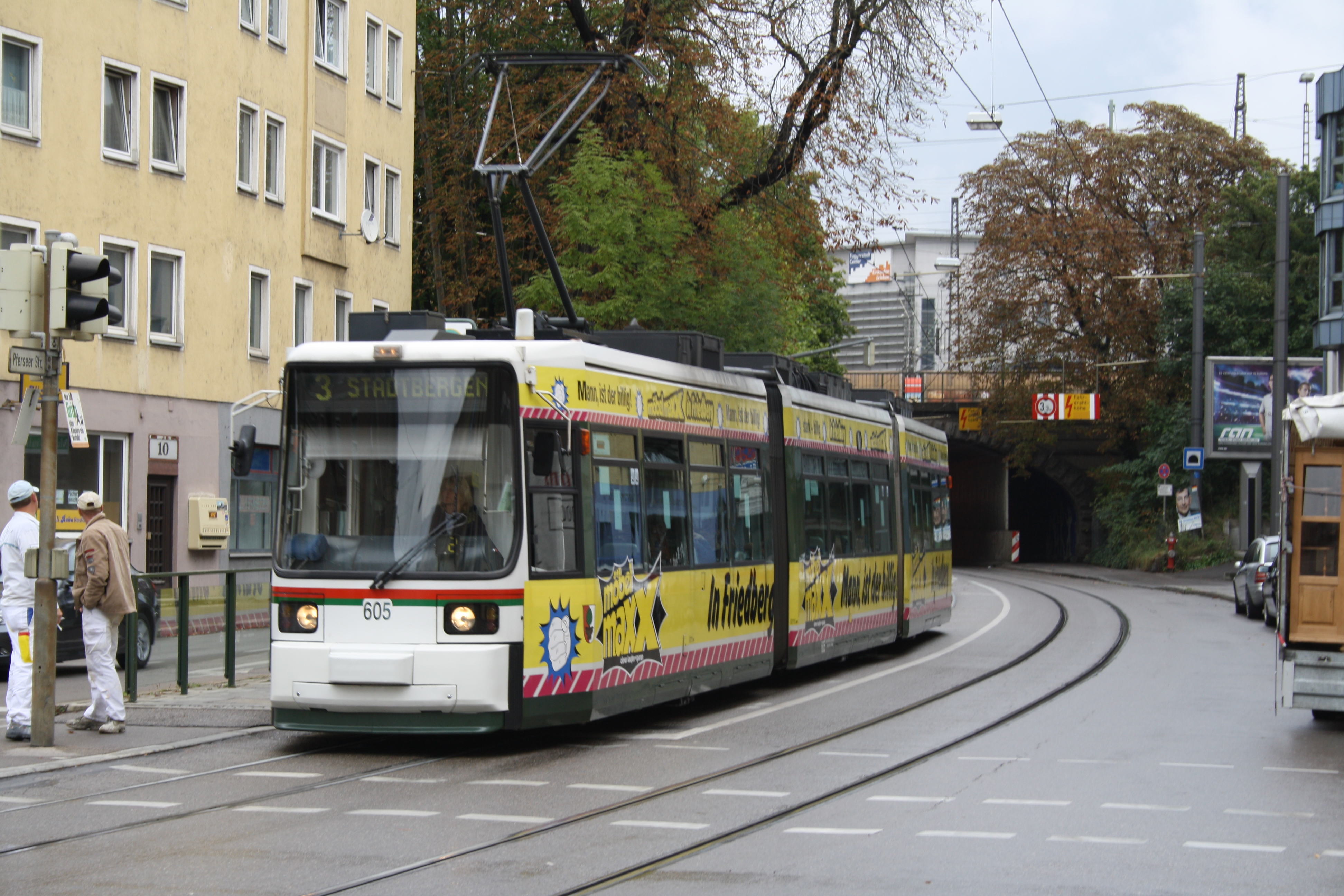
ADtranz GT6M
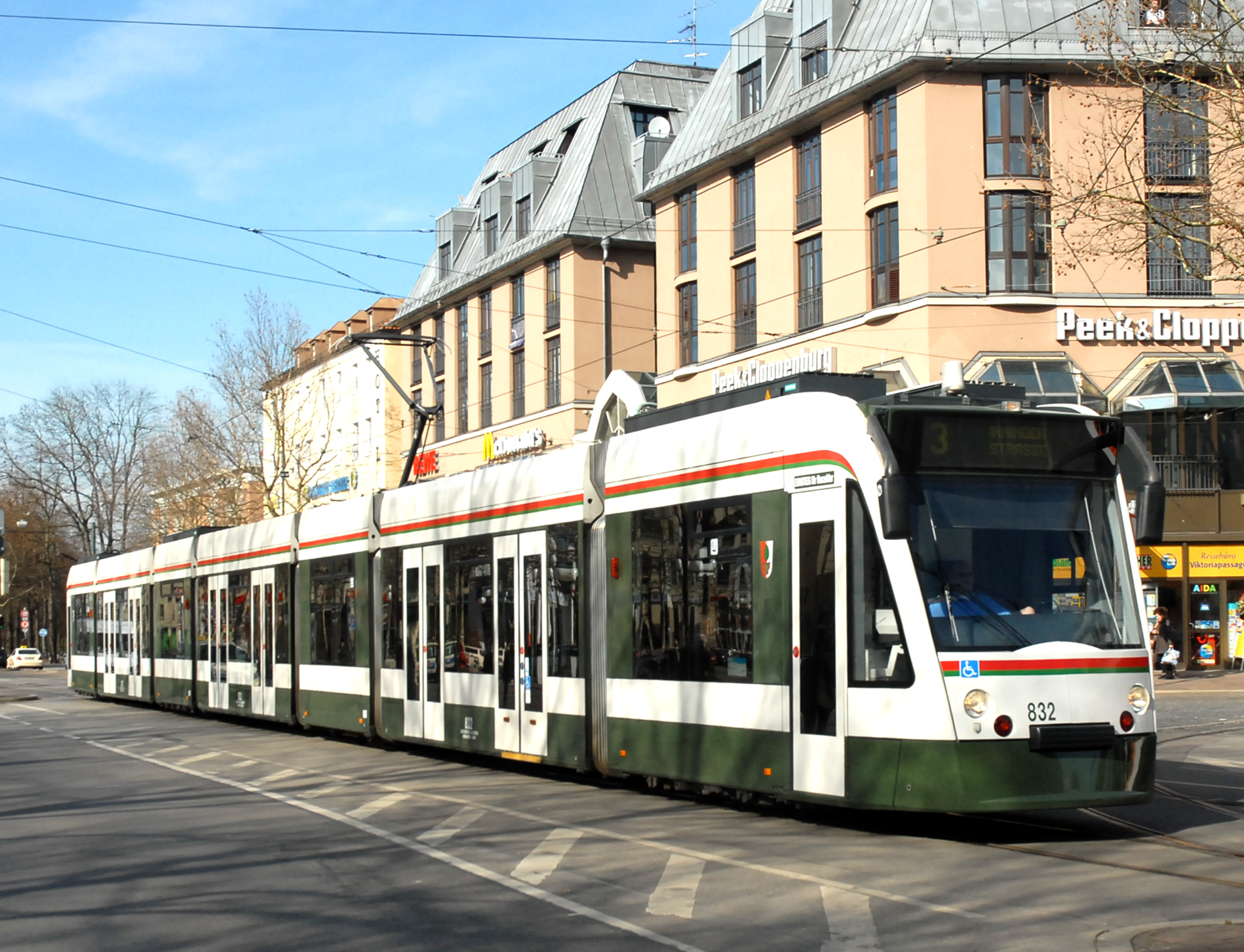
Siemens Combino NF8
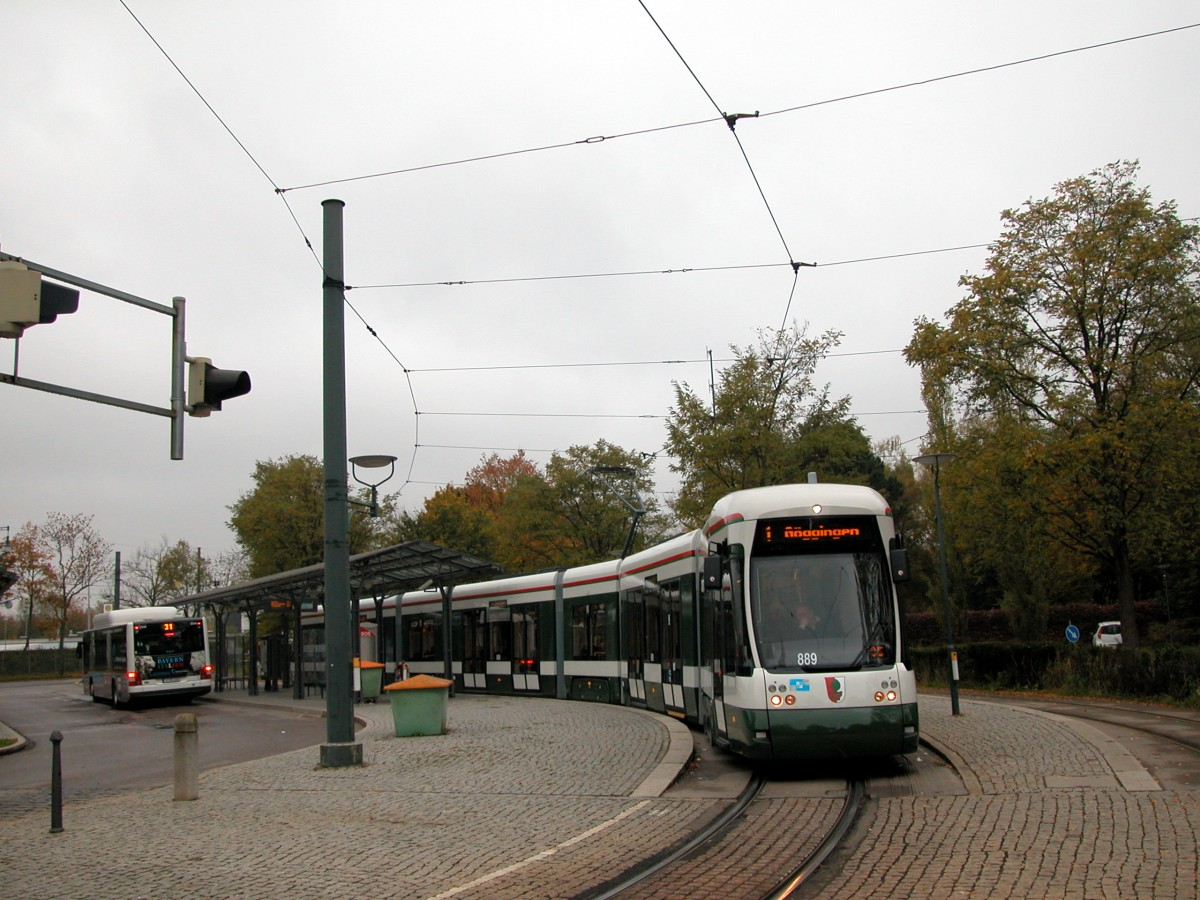
Bombardier Flexity Cityflex CF8

## Инфраструктура
В декабре 2024 года был открыт новый трамвайный туннель под центральным вокзалом Аугсбурга (Hauptbahnhof), что улучшило пересадку между железнодорожным и трамвайным транспортом.